# 88 minuti
88 minuti (88 Minutes) è un film del 2007 diretto da Jon Avnet, con protagonista Al Pacino: del cast principale fanno parte anche Alicia Witt, William Forsythe, Leelee Sobieski e Ben McKenzie.

## Trama
Seattle, USA. Jack Gramm è un professore universitario, esperto di psichiatria forense, che collabora regolarmente con l'FBI. Nel 1997 una sua perizia ha contribuito in modo decisivo alla condanna a morte di John Forster, indiziato come il serial killer che avrebbe seviziato e ucciso alcune ragazze, appendendole a testa in giù.
Passati dieci anni, dopo aver atteso nel braccio della morte, Forster sta per essere giustiziato. Ma proprio la sera prima della sua esecuzione riprendono i delitti, compiuti nel suo stesso stile: il caso viene riaperto, con il dubbio che Forster sia innocente e che il vero colpevole sia ancora in libertà.
Gramm viene direttamente coinvolto: sia perché viene accusato di essersi sbagliato dieci anni prima e di aver fatto condannare un innocente; sia perché le due nuove vittime sono sue studentesse ed a tutti è nota la sua condotta libertina; sia perché viene raggiunto da telefonate continue in cui una voce misteriosa gli ricorda di avere soltanto 88 minuti di vita.
Inizia una corsa contro il tempo in cui Gramm deve scoprire chi lo sta pedinando e perseguitando, quale ruolo stia giocando Forster dal carcere, come sia emersa dal proprio passato la morte della sorellina, violentata e uccisa molti anni prima.

## Produzione
Originariamente il film doveva essere diretto da James Foley, ma all'ultimo fu sostituito da Jon Avnet. Le riprese sono iniziate l'8 ottobre 2005, si sono concluse nel dicembre dello stesso anno e si sono svolte quasi interamente a Vancouver (Canada). Alcune scene si sono svolte nella British Columbia University e vi sono stati problemi dovuti alle folle di studenti che si accalcavano durante le riprese. Altre scene invece sono state girate nella University of California (Los Angeles). Il budget stanziato è stato di 30 milioni di dollari.

## Distribuzione
Il film è stato distribuito nelle sale cinematografiche di alcuni paesi il 14 febbraio 2007. Negli Stati Uniti è uscito il 18 aprile 2008. In Italia il film è uscito il 15 ottobre 2008 direttamente in DVD (noleggio) come già successo in altri stati europei.

## Accoglienza
Il film ha ricevuto durante l'edizione dei Razzie Awards 2008 due candidature come peggior attore per Al Pacino e peggior attrice non protagonista per Leelee Sobieski.